# تفکرات تنهایی
تفکرات تنهایی نام یک کتاب ادبی است که توسط ژان ژاک روسو، نویسندهٔ اهل فرانسه نوشته شده‌است. این کتاب یکی از آثار مشهور ادبی جهان است.